# Froggattella
Froggattella é um gênero de insetos, pertencente a família Formicidae.

## Espécies
- Froggattella kirbii (Lowne, 1865)
- Froggattella latispina Wheeler, 1936